# Gonzalo López Marañón

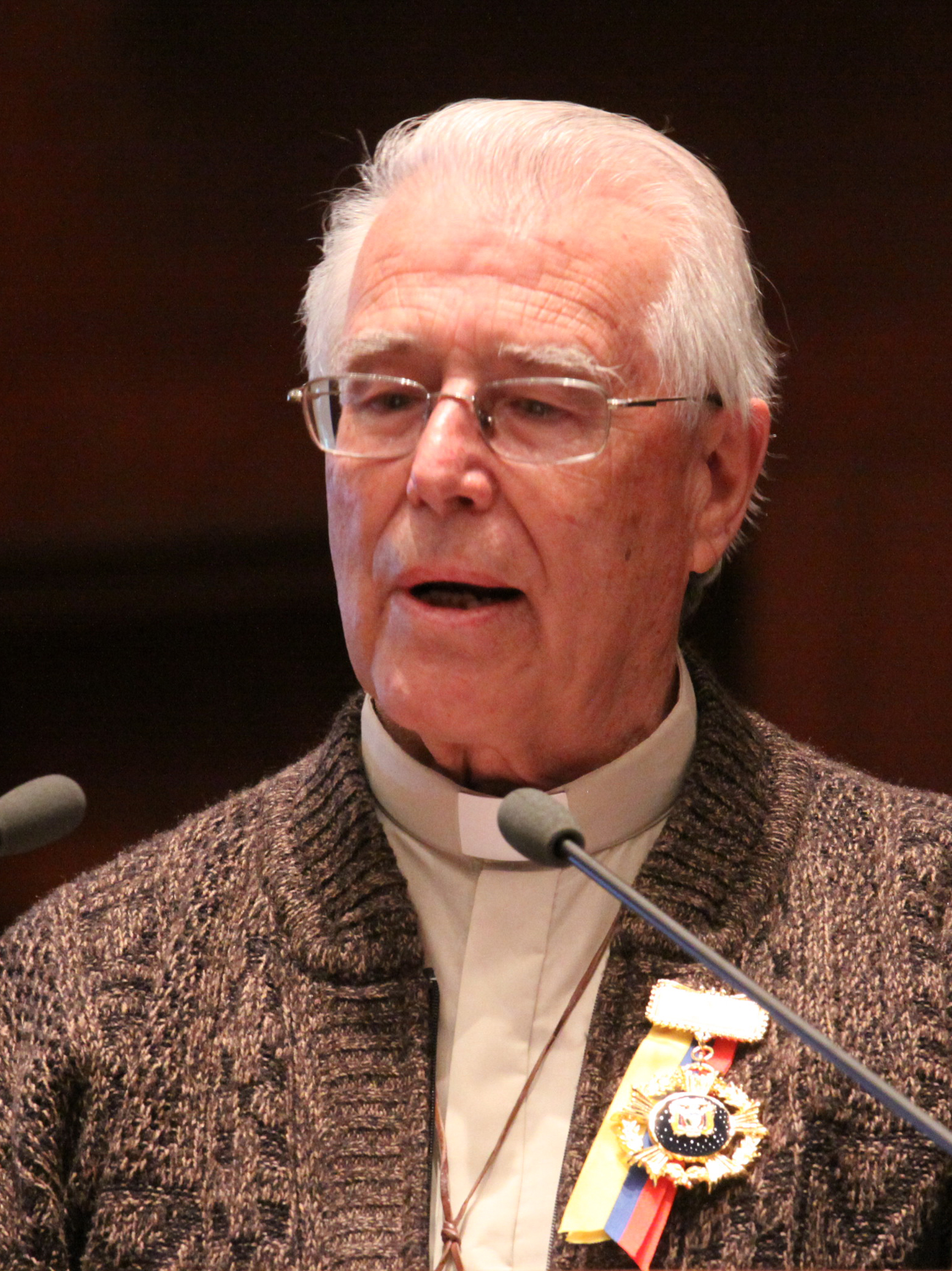
Gonzalo López Marañón.

Gonzalo López Marañón OCD (* 3. Oktober 1933 in Medina de Pomar, Provinz Burgos, Spanien; † 7. Mai 2016 in Angola) war ein römisch-katholischer Bischof und von 1970 bis 2010 Apostolischer Präfekt und Apostolischer Vikar von San Miguel de Sucumbíos.

## Leben

Wappen von Gonzalo López Marañón.

Gonzalo López Marañón trat in Calahorra in den Orden der Unbeschuhten Karmeliten ein und legte am 13. August 1950 in Burgo de Osma seine erste Profess ab. Am 6. April 1957 empfing er die Priesterweihe.
Papst Paul VI. ernannte ihn am 26. Juni 1970 zum Präfekten von San Miguel de Sucumbíos in Ecuador. Am 2. Juli 1984 wurde er mit der Erhebung der Präfektur zum Apostolischen Vikariat durch Papst Johannes Paul II. zum Titularbischof von Seleuciana und zum Apostolischen Vikar von San Miguel de Sucumbíos ernannt. Die Bischofsweihe spendete ihm der Erzbischof von Cuenca, Luis Alberto Luna Tobar OCD, am 8. Dezember desselben Jahres. Mitkonsekratoren waren der Bischof von Riobamba, Leonidas Proaño, und der Apostolische Vikar von Esmeraldas, Enrico Bartolucci Panaroni MCCJ.
Er galt als sehr volksverbunden, engagiert für die Armen erwarb sich einen Ruf als Anwalt der indigenen Bevölkerung.
Im Oktober 2008 reichte er den Rücktritt ein, weil er die Altersgrenze erreicht hatte, worauf im Dezember 2009 eine apostolische Visitation erfolgte. Am 30. Oktober 2010 nahm Papst Benedikt XVI. seinen Rücktritt an und ernannte Rafael Ibarguren Schindler zum Administrator. Dieser gehört der Ordensgemeinschaft Herolde des Evangeliums bzw. Clericalis Vitae Apostolicae Iuris Pontificii Virgo Flos Carmeli an. Gegen die Ernennung gab es Proteste vieler Gläubiger, denen sich auch der linkspopulistische Staatspräsident Rafael Correa anschloss. Am 24. Mai 2011 begann der emeritierte Bischof einen international vielbeachteten Hungerstreik, um durch sein Fasten ein „Zeichen der Versöhnung“ im Apostolischen Vikariat zu setzen. Nach 24 Tagen beendete López Marañón seinen Hungerstreik. Zuvor hatte die ecuadorianische Bischofskonferenz verfügt, dass sowohl López Marañóns Ordensgemeinschaft der Karmeliten als auch die Herolde des Evangeliums das Gebiet des Vikariats zu verlassen hätten.

## Ehrungen
- Ehrendoktor der Universidad Andina Simón Bolívar (23. Februar 2011)[6]

## Einzelbelege
1. ↑  Consternación por la muerte de Monseñor Gonzalo López Marañón, abgerufen am 16. Dezember 2021.
2. ↑  Vgl. zur Biographie: Ehrendoktorwürde für Bischof Gonzalo López Marañón (Memento vom 27. Januar 2013 im Webarchiv archive.today)
3. ↑  Vgl. auch zum Folgenden Thomas Seiterich: Kreuze aus Schwertern, in: Publik-Forum Nr. 5/2011 vom 11. März 2011, S. 58–59.
4. ↑  Vgl. womblog.de (Memento vom 3. Juli 2011 im Internet Archive)
5. ↑  Meldung blickpunkt-lateinamerika vom 17. Juni 2011 (Memento vom 20. Juni 2011 im Internet Archive)
6. ↑  Monseñor López Marañón fue nombrado Profesor Honorario de la Andina, abgerufen am 16. Dezember 2021.

| Vorgänger               | Amt                                                       | Nachfolger        |
| ----------------------- | --------------------------------------------------------- | ----------------- |
| Manuel Gomez Frande OCD | Apostolischer Vikar von San Miguel de Sucumbíos 1984–2010 | Celmo Lazzari CSJ |

| Personendaten    | Personendaten                                                            |
| ---------------- | ------------------------------------------------------------------------ |
| NAME             | López Marañón, Gonzalo                                                   |
| KURZBESCHREIBUNG | katholischer Bischof und Apostolischer Vikar von San Miguel de Sucumbíos |
| GEBURTSDATUM     | 3. Oktober 1933                                                          |
| GEBURTSORT       | Medina de Pomar                                                          |
| STERBEDATUM      | 7. Mai 2016                                                              |
| STERBEORT        | Angola                                                                   |